# Epinephelus polyphekadion
Epinephelus polyphekadion là một loài cá biển thuộc chi Epinephelus trong họ Cá mú. Loài này được mô tả lần đầu tiên vào năm 1849.

## Từ nguyên
Từ định danh polyphekadion được ghép bởi hai âm tiết trong tiếng Hy Lạp cổ đại: polús (πολύς; "nhiều") và có lẽ phăkoeidḗs (φᾰκοειδής; "hình đậu lăng, thấu kính"), hàm ý đề cập đến những đốm nhỏ, màu nâu sẫm nằm sát nhau trên đầu, lưng và hai bên thân loài cá này.

## Loài bị đe dọa
Do có giá trị kinh tế và thương mại cao, đặc biệt là vùng Đông Nam Á, mà E. polyphekadion đang bị đánh bắt quá mức, hầu hết là nhắm vào các đàn sinh sản. Do đó, E. polyphekadion được xếp vào mức Loài sắp nguy cấp trong Sách đỏ IUCN.

## Phân bố và môi trường sống
E. polyphekadion có phân bố rộng phần lớn Ấn Độ Dương - Thái Bình Dương, xuất hiện ở cả Biển Đỏ, từ Đông Phi trải dài về phía đông đến quần đảo Marquises (Polynésie thuộc Pháp), ngược lên phía bắc đến miền nam Nhật Bản, xa về phía nam đến rạn san hô Great Barrier và đảo Lord Howe (Úc), đông nam đến đảo Rapa Iti.
E. polyphekadion ưa sống ở những vùng biển mà san hô phát triển mạnh trên các ám tiêu và trong đầm phá, được tìm thấy ở độ sâu tới 60 m.

## Mô tả
Chiều dài lớn nhất được biết đến ở E. polyphekadion là 90 cm. Cá có màu nâu phủ đầy các đốm màu sẫm. Đầu và thân có các vệt loang màu sẫm chồng lên các đốm. Có đốm đen lớn nổi bật trên cuống đuôi. Nhiều đốm trắng nhỏ trên vây, rải rác một số ít trên đầu và thân. Cá con có cặp đốm đen ở mỗi bên mõm và một đốm đen ở rìa của màng gai lưng thứ 2 và thứ 3.
Số gai vây lưng: 11; Số tia vây lưng: 14–15; Số gai vây hậu môn: 3; Số tia vây hậu môn: 8; Số tia vây ngực: 16–18; Số vảy đường bên: 47–52.

## Sinh thái
Thức ăn của E. polyphekadion là các loài họ Cua bơi và cá nhỏ hơn, đôi khi ăn cả ốc biển và nhuyễn thể. Dữ liệu từ rạn san hô Great Barrier cho thấy tuổi thọ trung bình tối đa của loài này là 44 năm. Cá mú nghệ được cho lai tạp với E. polyphekadion trong nuôi trồng thủy sản.

## Thương mại
E. polyphekadion là loài có giá trị trong nghề cá ở Đông Nam Á và một số vùng của Ấn Độ Dương. Loài này thường được xuất khẩu để cung cấp cho hoạt động buôn bán có trụ sở tại Hồng Kông. Hiện tại, các nước xuất khẩu chính là Philippines và Indonesia. Thịt của chúng đôi khi gây ngộ độc ciguatera.